# Wassili Fjodorowitsch Jakuscha
Wassili Fjodorowitsch Jakuscha (russisch Василий Фёдорович Якуша; * 30. Juni 1958 in der Oblast Kiew; † 24. November 2020) war ein sowjetischer Ruderer, der zwei olympische Medaillen gewann.

## Leben
Der für SK SV Minsk antretende Wassili Jakuscha belegte bei den Weltmeisterschaften 1979 den sechsten Platz im Einer. Bei den Olympischen Spielen 1980 gewann er hinter dem Finnen Pertti Karppinen die Silbermedaille. Nach einem achten Platz bei den Weltmeisterschaften 1981 gewann er 1982 Weltmeisterschafts-Silber hinter Rüdiger Reiche aus der DDR. 1983 in Duisburg fuhr Jakuscha als Vierter nicht in die Medaillenränge. Die Olympischen Spiele 1984 verpasste er wegen des Olympiaboykotts der Ostblockstaaten.
Auch 1985 erruderte Jakuscha keine Medaille, bei den Weltmeisterschaften in Hazewinkel kam er hinter Pertti Karppinen, Andrew Sudduth (USA) und Peter-Michael Kolbe (BRD) als Vierter ins Ziel. 1986 in Nottingham siegte Kolbe vor Karppinen, Jakuscha erhielt die Bronzemedaille. Bei den Olympischen Spielen 1988 trat Jakuscha gemeinsam mit Oleksandr Martschenko im Doppelzweier an und gewann die Bronzemedaille hinter den Booten aus den Niederlanden und der Schweiz.